# Fünfter Beatle
Als fünfter Beatle wurden im Laufe der Popgeschichte durch die Medien bei den – mit einer Ausnahme von 15 Monaten unmittelbar nach ihrer Gründung – aus vier Mitgliedern bestehenden Beatles jene Personen bezeichnet, die der Gruppe nahestanden und/oder für die Gruppe von großer Bedeutung waren. Paul McCartney fiel die Entscheidung nicht schwer: „Wenn irgend jemand als fünfter Beatle bezeichnet werden sollte, dann Brian Epstein“.

## Liste
- Neil Aspinall war ein Schulfreund von Paul McCartney und George Harrison, der für die Beatles Assistentenaufgaben übernahm und als Musiker auf verschiedenen Aufnahmen der Beatles zu hören ist.[2]
- Pete Best war vor Ringo Starr bis zum August 1962 Schlagzeuger der Beatles. Er ist neben Stuart Sutcliffe ein „tatsächlicher fünfter Beatle“, denn zu seiner Anfangszeit bestand die Band in den Jahren 1960/1961 aus fünf Mitgliedern
- Brian Epstein war von 1961 bis 1967 Manager der Beatles und wichtige Triebfeder für den internationalen Erfolg der Gruppe.
- George Martin war Produzent und Arrangeur der Beatles, arbeitete insbesondere im kreativen Bereich mit ihnen stark zusammen und spielte auf einigen Aufnahmen Klavier.[3]
- Jimmie Nicol vertrat den erkrankten Ringo Starr 1964 bei insgesamt neun Konzerten als Schlagzeuger.
- Yoko Ono war die zweite Frau von John Lennon. Ihr wurden (meist ungute) Einflüsse auf die Beatles nachgesagt.[4]
- Billy Preston spielte während der Sessions, aus denen später die Alben Let It Be und Abbey Road entstanden, Hammond-Orgel und E-Piano.[5]
- Tony Sheridan produzierte mit den Beatles 1961 als „Tony Sheridan & the Beat Brothers“ das Album My Bonnie, aus dem mehrere Singles ausgekoppelt wurden. Die Aufnahmen erfolgten dabei noch in der Besetzung John Lennon (Gitarre), Paul McCartney (E-Bass), George Harrison (Gitarre) und Pete Best (Schlagzeug).[6]
- Stuart Sutcliffe war Bassist der Beatles und ein alter Freund von John Lennon. Seine Geschichte wird unter anderem in dem Film Backbeat erzählt.
- Klaus Voormann gestaltete das Cover der LP Revolver und ist auf Soloalben von John Lennon, George Harrison und Ringo Starr als Bassist zu hören.[7]
- Andy White spielte im September 1962 das Schlagzeug auf der Single Love Me Do.[8]

## Weitere Verwendung
Auf dem Cover des Albums Abbey Road ist am Straßenrand hinter den Musikern ein VW Käfer (VW Beetle) zu sehen, der ebenfalls gelegentlich als „fünfter Beatle“ bezeichnet wird.
George Best war seit 1963 als Fußballspieler erfolgreich und wurde wegen seiner Popularität, seines Lebensstils und seiner langen Haare von den Medien als fünfter Beatle bezeichnet.
In der Folge Lisa als Vegetarierin (Staffel 7) der Zeichentrickserie Die Simpsons behauptet Apu, man habe ihn „fünfter Beatle“ genannt. Die Figur Paul McCartneys – von ihm selbst gesprochen – bestätigt dies.
Bezugnehmend auf George Martin als „fünften Beatle“ hatte sich Geoff Emerick, der langjährige Toningenieur der EMI, als „sechsten Beatle“ bezeichnet.